# 丸善製薬
丸善製薬株式会社（まるぜんせいやく）は、広島県尾道市に本社を置く医薬品などを製造する会社である。医薬品以外にも、化粧品や甘草から抽出した甘味料などを製造している。

## 歴史
- 1938年 丸善商会として会社創立
- 1949年 丸善化成に社名を変更
- 1958年 子会社丸善商事（現・ロンジェブ）を設立
- 1963年 丸善製薬を設立
- 1992年 丸善化成と丸善製薬が合併し、現在の社名となる。